# 上海体育場
上海体育場（シャンハイたいいくじょう、簡体字中国語: 上海体育场、拼音: Shànghǎi Tǐyùchǎng）は、中華人民共和国の上海市徐匯区にある球技場。

## 概要
1997年に全国運動会開催のために建設され、2008年に完成の北京国家体育場に次ぐ中国で2番目のスタジアムである。
2008年の北京オリンピックでは、サッカー競技の会場となった。